# Jorja Fox
Jorja-An Fox (New York, 7 juli 1968) is een Amerikaans actrice. Ze is vooral bekend van haar rol als Sara Sidle in de serie CSI: Crime Scene Investigation. Ook heeft ze onder andere rollen gespeeld in ER en The West Wing.

## Biografie
Ze groeide op in Melbourne Beach (Florida).
Over haar familie is niet veel bekend; haar broer heet Jeff Fox en is geboren in 1957, haar vader Edward Fox, geboren in 1924 en is van Ierse-Canadese afkomst, haar moeder Marilyn Fox is geboren in 1927 en is van Belgisch-Canadese afkomst. Die stierf in 1996.
Fox' carrière begon met modeshows toen ze als tiener ontdekt werd.
Ze is een veganist en voert actie voor dierenrechten. Ook vecht ze voor de rechten van de vrouw, samen met haar ex-collega Marg Helgenberger.
Fox speelde spoedeisendehulparts Maggie Doyle in de serie ER in de seizoenen 3, 4 en 5 (1996 t/m 1999).
Ze is bij een groot filmpubliek bekend als Catherine, de vermoorde echtgenote van Leonard Shelby in Christopher Nolans psychologische klassieker Memento uit 2000. Vanaf 2000 speelde ze tevens de rol van Sara Sidle in de serie CSI: Crime Scene Investigation. In 2007 besloot ze de serie te verlaten omdat ze op zag tegen het wekelijkse filmwerk. Een jaar later kwam zij op dit besluit terug en keerde ze terug in de serie.